# Élections cantonales de 2011 dans la Haute-Vienne
Les élections cantonales ont eu lieu les 20 et 27 mars 2011. 
Pour les 21 cantons renouvelables, il y a 99 candidats officiels.

## Contexte départemental

### Assemblée départementale sortante
Avant les élections, le conseil général de la Haute-Vienne est présidé par la socialiste Marie-Françoise Pérol-Dumont. Il comprend 42 conseillers généraux issus des 42 cantons de la Haute-Vienne. 21 d'entre eux sont renouvelables lors de ces élections.
| Parti                                                       | Sigle   | Élus |
| ----------------------------------------------------------- | ------- | ---- |
| Majorité (37 sièges)                                        |         |      |
| Parti socialiste                                            | PS      | 25   |
| Alternative démocratie socialisme/Parti communiste français | ADS/PCF | 9    |
| Divers gauche                                               | DVG     | 2    |
| Sans étiquette                                              | SE      | 1    |
| Opposition (5 sièges)                                       |         |      |
| Union pour un mouvement populaire                           | UMP     | 3    |
| Divers droite                                               | DVD     | 2    |
| Président du conseil général                                |         |      |
| Marie-Françoise Pérol-Dumont (PS)                           |         |      |

## Résultats à l'échelle du département

### Résultats en nombre de sièges
| Parti | Sièges mis en jeu | Élus | Évolution |
| ----- | ----------------- | ---- | --------- |
| PS    | 13                | 11   | -2        |
| UMP   | 2                 | 2    | =         |
| DVG   | 3                 | 2    | -1        |
| DVD   | 1                 | 1    | =         |
| PCF   | 2                 | 5    | +3        |

### Assemblée départementale à l'issue des élections
| Parti                                             | Sigle   | Élus |
| ------------------------------------------------- | ------- | ---- |
| Majorité (37 sièges)                              |         |      |
| Parti socialiste et apparentés                    | PS      | 24   |
| Alternative démocratie socialisme/Terre de gauche | ADS/TdG | 13   |
| Opposition (5 sièges)                             |         |      |
| Union pour un mouvement populaire                 | UMP     | 3    |
| Divers droite                                     | DVD     | 2    |
| Président du conseil général                      |         |      |
| Marie-Françoise Pérol-Dumont (PS)                 |         |      |

## Résultats par canton

### Canton d'Aixe-sur-Vienne
| Candidats      | Candidats               | Étiquette      | Premier tour | Premier tour | Second tour | Second tour |
| Candidats      | Candidats               | Étiquette      | Voix         | %            | Voix        | %           |
| -------------- | ----------------------- | -------------- | ------------ | ------------ | ----------- | ----------- |
|                | Patrick Servaud*        | PS             | 3 816        | 48,80        | 4 879       | 68,98       |
|                | René Arnaud             | DVD            | 1 601        | 20,47        | 2 194       | 31,02       |
|                | Hélène Van Des Schueren | FN             | 1 146        | 14,65        |             |             |
|                | Jacques Ceaux           | FG (PG)        | 647          | 8,27         |             |             |
|                | Nicolas Lamblin         | EÉLV           | 610          | 7,80         |             |             |
|                |                         |                |              |              |             |             |
| Inscrits       | Inscrits                | Inscrits       | 14 808       | 100,00       | 14 808      | 100,00      |
| Abstentions    | Abstentions             | Abstentions    | 6 759        | 45,64        | 7 149       | 48,28       |
| Votants        | Votants                 | Votants        | 8 049        | 54,36        | 7 659       | 51,72       |
| Blancs et nuls | Blancs et nuls          | Blancs et nuls | 229          | 2,85         | 586         | 7,65        |
| Exprimés       | Exprimés                | Exprimés       | 7 820        | 97,15        | 7 073       | 92,35       |

*sortant

### Canton d'Ambazac
| Candidats      | Candidats       | Étiquette      | Premier tour | Premier tour | Second tour | Second tour |
| Candidats      | Candidats       | Étiquette      | Voix         | %            | Voix        | %           |
| -------------- | --------------- | -------------- | ------------ | ------------ | ----------- | ----------- |
|                | Georges Biron*  | PS             | 1 800        | 29,21        | 2 363       | 48,44       |
|                | Josette Libert  | FG (PCF)       | 1 362        | 22,10        | 2 515       | 51,56       |
|                | Gérard Daccord  | FN             | 1 213        | 19,69        |             |             |
|                | Didier Tescher  | EÉLV           | 783          | 12,71        |             |             |
|                | Jean Masdoumier | UMP            | 754          | 12,24        |             |             |
|                | Eric Bénard     | MoDem          | 250          | 4,06         |             |             |
|                |                 |                |              |              |             |             |
| Inscrits       | Inscrits        | Inscrits       | 12 570       | 100,00       | 12 570      | 100,00      |
| Abstentions    | Abstentions     | Abstentions    | 6 128        | 48,75        | 6 655       | 52,94       |
| Votants        | Votants         | Votants        | 6 442        | 51,25        | 5 915       | 47,06       |
| Blancs et nuls | Blancs et nuls  | Blancs et nuls | 280          | 4,35         | 1 037       | 17,53       |
| Exprimés       | Exprimés        | Exprimés       | 9 162        | 95,65        | 4 878       | 82,47       |

*sortant

### Canton de Bellac
| Candidats      | Candidats             | Étiquette      | Premier tour | Premier tour | Second tour | Second tour |
| Candidats      | Candidats             | Étiquette      | Voix         | %            | Voix        | %           |
| -------------- | --------------------- | -------------- | ------------ | ------------ | ----------- | ----------- |
|                | Claude Peyronnet      | FG (PCF)       | 1 000        | 33,06        | 1 690       | 58,86       |
|                | Bernard Chevallier    | UMP            | 763          | 25,22        | 1 282       | 43,14       |
|                | Jean-François Perrin* | PS             | 582          | 19,24        |             |             |
|                | Jean Vindels          | FN             | 400          | 13,22        |             |             |
|                | Alain Beaucourt       | NC             | 148          | 4,89         |             |             |
|                | Jean-Pol Voeltzel     | ECO            | 132          | 4,36         |             |             |
|                |                       |                |              |              |             |             |
| Inscrits       | Inscrits              | Inscrits       | 5 347        | 100,00       | 5 347       | 100,00      |
| Abstentions    | Abstentions           | Abstentions    | 2 221        | 41,54        | 2 172       | 40,62       |
| Votants        | Votants               | Votants        | 3 126        | 58,46        | 3 175       | 59,38       |
| Blancs et nuls | Blancs et nuls        | Blancs et nuls | 101          | 3,23         | 203         | 6,39        |
| Exprimés       | Exprimés              | Exprimés       | 3 025        | 96,77        | 2 962       | 93,61       |

*sortant

### Canton de Châteauponsac
| Candidats      | Candidats             | Étiquette      | Premier tour | Premier tour | Second tour | Second tour |
| Candidats      | Candidats             | Étiquette      | Voix         | %            | Voix        | %           |
| -------------- | --------------------- | -------------- | ------------ | ------------ | ----------- | ----------- |
|                | Gérard Lamardelle*    | PS             | 652          | 37,91        | 936         | 50,54       |
|                | Gérard Rumeau         | DVD            | 617          | 35,87        | 916         | 49,46       |
|                | Thierry Villeger      | NC             | 174          | 10,12        |             |             |
|                | Nicolas Vanderlick    | FG (NPA)       | 155          | 9,01         |             |             |
|                | Fabienne Héraut-Costi | EÉLV           | 122          | 7,09         |             |             |
|                |                       |                |              |              |             |             |
| Inscrits       | Inscrits              | Inscrits       | 3 248        | 100,00       | 3 248       | 100,00      |
| Abstentions    | Abstentions           | Abstentions    | 1 408        | 43,35        | 1 264       | 38,92       |
| Votants        | Votants               | Votants        | 1 840        | 56,65        | 1 984       | 61,08       |
| Blancs et nuls | Blancs et nuls        | Blancs et nuls | 120          | 6,52         | 132         | 6,65        |
| Exprimés       | Exprimés              | Exprimés       | 1 720        | 93,48        | 1 852       | 93,35       |

*sortant

### Canton d'Eymoutiers
| Candidats      | Candidats         | Étiquette      | Premier tour | Premier tour |
| Candidats      | Candidats         | Étiquette      | Voix         | %            |
| -------------- | ----------------- | -------------- | ------------ | ------------ |
|                | Michel Ponchut*   | ADS            | 2 015        | 70,50        |
|                | Frédéric Sudron   | PS             | 683          | 23,90        |
|                | Moktaria Benchaïb | EÉLV           | 160          | 5,60         |
|                |                   |                |              |              |
| Inscrits       | Inscrits          | Inscrits       | 4 717        | 100,00       |
| Abstentions    | Abstentions       | Abstentions    | 1 709        | 36,23        |
| Votants        | Votants           | Votants        | 3 008        | 63,77        |
| Blancs et nuls | Blancs et nuls    | Blancs et nuls | 150          | 4,99         |
| Exprimés       | Exprimés          | Exprimés       | 2 858        | 95,01        |

*sortant

### Canton de Limoges-Carnot
| Candidats      | Candidats        | Étiquette      | Premier tour | Premier tour | Second tour | Second tour |
| Candidats      | Candidats        | Étiquette      | Voix         | %            | Voix        | %           |
| -------------- | ---------------- | -------------- | ------------ | ------------ | ----------- | ----------- |
|                | Sandrine Rotzler | PS             | 658          | 34,81        | 1 263       | 68,68       |
|                | Alain Gaudon     | FN             | 381          | 20,16        | 576         | 31,32       |
|                | Rémy Viroulaud   | UMP            | 380          | 20,11        |             |             |
|                | Hayat Lotfi      | EÉLV           | 242          | 12,80        |             |             |
|                | Francine Aigle   | FG (NPA)       | 229          | 12,12        |             |             |
|                |                  |                |              |              |             |             |
| Inscrits       | Inscrits         | Inscrits       | 4 785        | 100,00       | 4 785       | 100,00      |
| Abstentions    | Abstentions      | Abstentions    | 2 828        | 59,10        | 2 746       | 57,39       |
| Votants        | Votants          | Votants        | 1 957        | 40,90        | 2 039       | 42,61       |
| Blancs et nuls | Blancs et nuls   | Blancs et nuls | 67           | 3,42         | 200         | 9,81        |
| Exprimés       | Exprimés         | Exprimés       | 1 890        | 96,58        | 1 839       | 90,19       |

### Canton de Limoges-Couzeix
| Candidats      | Candidats           | Étiquette      | Premier tour | Premier tour |
| Candidats      | Candidats           | Étiquette      | Voix         | %            |
| -------------- | ------------------- | -------------- | ------------ | ------------ |
|                | Jean-Marc Gabouty*  | UMP            | 2 022        | 57,54        |
|                | Sébastien Larcher   | PS             | 917          | 26,10        |
|                | Marcel Bayle        | EÉLV           | 330          | 9,39         |
|                | Jean-Pierre Normand | FG (PG)        | 245          | 6,97         |
|                |                     |                |              |              |
| Inscrits       | Inscrits            | Inscrits       | 6 525        | 100,00       |
| Abstentions    | Abstentions         | Abstentions    | 2 868        | 43,95        |
| Votants        | Votants             | Votants        | 3 657        | 56,05        |
| Blancs et nuls | Blancs et nuls      | Blancs et nuls | 143          | 3,91         |
| Exprimés       | Exprimés            | Exprimés       | 3 514        | 96,09        |

*sortant

### Canton de Limoges-Émailleurs
| Candidats      | Candidats       | Étiquette      | Premier tour | Premier tour | Second tour | Second tour |
| Candidats      | Candidats       | Étiquette      | Voix         | %            | Voix        | %           |
| -------------- | --------------- | -------------- | ------------ | ------------ | ----------- | ----------- |
|                | Raymond Archer* | UMP            | 1 231        | 37,06        | 1 652       | 50,40       |
|                | Hugette Tortosa | PS             | 992          | 29,86        | 1 626       | 49,60       |
|                | Maxime Labesse  | FN             | 507          | 15,26        |             |             |
|                | Roger Normand   | EÉLV           | 315          | 9,48         |             |             |
|                | Cyril Cognéras  | FG (Alt.)      | 277          | 8,34         |             |             |
|                |                 |                |              |              |             |             |
| Inscrits       | Inscrits        | Inscrits       | 8 354        | 100,00       | 8 354       | 100,00      |
| Abstentions    | Abstentions     | Abstentions    | 4 948        | 59,23        | 4 848       | 58,03       |
| Votants        | Votants         | Votants        | 3 406        | 40,77        | 3 506       | 41,97       |
| Blancs et nuls | Blancs et nuls  | Blancs et nuls | 84           | 2,47         | 228         | 6,50        |
| Exprimés       | Exprimés        | Exprimés       | 3 322        | 97,53        | 3 278       | 93,50       |

*sortant

### Canton de Limoges-Isle
| Candidats      | Candidats               | Étiquette      | Premier tour | Premier tour | Second tour | Second tour |
| Candidats      | Candidats               | Étiquette      | Voix         | %            | Voix        | %           |
| -------------- | ----------------------- | -------------- | ------------ | ------------ | ----------- | ----------- |
|                | Gilles Begout           | DVG            | 1 682        | 35,40        | 2 408       | 53,76       |
|                | Annie Soulier           | PS             | 1 576        | 33,17        | 2 071       | 46,24       |
|                | Jean-Christophe Bouvier | UMP            | 734          | 15,45        |             |             |
|                | Claude Toulet           | FG             | 458          | 9,64         |             |             |
|                | Jean-Louis Ranc         | EÉLV           | 301          | 6,34         |             |             |
|                |                         |                |              |              |             |             |
| Inscrits       | Inscrits                | Inscrits       | 9 698        | 100,00       | 9 698       | 100,00      |
| Abstentions    | Abstentions             | Abstentions    | 4 709        | 48,56        | 4 777       | 49,26       |
| Votants        | Votants                 | Votants        | 4 989        | 51,44        | 4 921       | 50,74       |
| Blancs et nuls | Blancs et nuls          | Blancs et nuls | 238          | 4,77         | 442         | 8,98        |
| Exprimés       | Exprimés                | Exprimés       | 4 751        | 95,23        | 4 479       | 91,02       |

### Canton de Limoges-La Bastide
| Candidats      | Candidats              | Étiquette      | Premier tour | Premier tour | Second tour | Second tour |
| Candidats      | Candidats              | Étiquette      | Voix         | %            | Voix        | %           |
| -------------- | ---------------------- | -------------- | ------------ | ------------ | ----------- | ----------- |
|                | Gérard Granet*         | PS             | 873          | 44,95        | 1 290       | 63,02       |
|                | Nicole Daccord         | FN             | 631          | 32,49        | 757         | 36,98       |
|                | Philippe Clair         | FG (PCF)       | 235          | 12,10        |             |             |
|                | Pierre-Michel Perinaud | EÉLV           | 203          | 10,45        |             |             |
|                |                        |                |              |              |             |             |
| Inscrits       | Inscrits               | Inscrits       | 5 265        | 100,00       | 5 265       | 100,00      |
| Abstentions    | Abstentions            | Abstentions    | 3 218        | 61,12        | 3 090       | 58,79       |
| Votants        | Votants                | Votants        | 2 047        | 38,88        | 2 175       | 41,21       |
| Blancs et nuls | Blancs et nuls         | Blancs et nuls | 105          | 5,13         | 128         | 5,89        |
| Exprimés       | Exprimés               | Exprimés       | 1 942        | 94,87        | 2 047       | 94,11       |

*sortant

### Canton de Limoges-Le Palais
| Candidats      | Candidats         | Étiquette      | Premier tour | Premier tour | Second tour | Second tour |
| Candidats      | Candidats         | Étiquette      | Voix         | %            | Voix        | %           |
| -------------- | ----------------- | -------------- | ------------ | ------------ | ----------- | ----------- |
|                | Isabelle Briquet* | PS             | 1 624        | 41,28        | 2 739       | 72,79       |
|                | François Antoine  | FN             | 689          | 17,51        | 1 025       | 27,23       |
|                | Yvan Tricart      | EÉLV           | 652          | 16,57        |             |             |
|                | Sandrine Gouraud  | FG (PCF)       | 558          | 14,18        |             |             |
|                | Emmanuel Prevot   | UMP            | 411          | 10,45        |             |             |
|                |                   |                |              |              |             |             |
| Inscrits       | Inscrits          | Inscrits       | 8 382        | 100,00       | 8 382       | 100,00      |
| Abstentions    | Abstentions       | Abstentions    | 4 292        | 51,20        | 4 237       | 50,55       |
| Votants        | Votants           | Votants        | 4 090        | 48,80        | 4 145       | 49,45       |
| Blancs et nuls | Blancs et nuls    | Blancs et nuls | 156          | 3,81         | 381         | 9,19        |
| Exprimés       | Exprimés          | Exprimés       | 3 934        | 96,19        | 3 764       | 90,81       |

*sortant

### Canton de Limoges-Panazol
| Candidats      | Candidats        | Étiquette      | Premier tour | Premier tour | Second tour | Second tour |
| Candidats      | Candidats        | Étiquette      | Voix         | %            | Voix        | %           |
| -------------- | ---------------- | -------------- | ------------ | ------------ | ----------- | ----------- |
|                | Laurent Lafaye*  | PS             | 3 420        | 47,43        | 4 614       | 69,00       |
|                | Delphine Gabouty | UMP            | 1 775        | 24,62        | 2 073       | 31,00       |
|                | Francis Boluda   | FG             | 1 080        | 14,98        |             |             |
|                | Laurent Jarry    | EÉLV           | 936          | 12,98        |             |             |
|                |                  |                |              |              |             |             |
| Inscrits       | Inscrits         | Inscrits       | 16 524       | 100,00       | 16 524      | 100,00      |
| Abstentions    | Abstentions      | Abstentions    | 8 818        | 53,36        | 9 070       | 54,89       |
| Votants        | Votants          | Votants        | 7 706        | 46,64        | 7 454       | 45,11       |
| Blancs et nuls | Blancs et nuls   | Blancs et nuls | 495          | 6,42         | 767         | 10,29       |
| Exprimés       | Exprimés         | Exprimés       | 7 211        | 93,58        | 6 687       | 89,71       |

*sortant

### Canton de Limoges-Puy-las-Rodas
| Candidats      | Candidats        | Étiquette      | Premier tour | Premier tour | Second tour | Second tour |
| Candidats      | Candidats        | Étiquette      | Voix         | %            | Voix        | %           |
| -------------- | ---------------- | -------------- | ------------ | ------------ | ----------- | ----------- |
|                | Gulsen Yildirim  | PS             | 892          | 41,12        | 1 356       | 65,26       |
|                | Vincent Léonie   | UMP            | 608          | 28,03        | 722         | 34,74       |
|                | Patrice Carenton | FG (NPA)       | 317          | 14,62        |             |             |
|                | Marie Labat      | EÉLV           | 352          | 16,23        |             |             |
|                |                  |                |              |              |             |             |
| Inscrits       | Inscrits         | Inscrits       | 5 623        | 100,00       | 5 623       | 100,00      |
| Abstentions    | Abstentions      | Abstentions    | 3 293        | 58,56        | 3 326       | 59,15       |
| Votants        | Votants          | Votants        | 2 330        | 41,44        | 2 297       | 40,85       |
| Blancs et nuls | Blancs et nuls   | Blancs et nuls | 161          | 6,91         | 219         | 9,53        |
| Exprimés       | Exprimés         | Exprimés       | 2 169        | 93,09        | 2 078       | 90,47       |

### Canton de Limoges-Vigenal
| Candidats      | Candidats           | Étiquette      | Premier tour | Premier tour | Second tour | Second tour |
| Candidats      | Candidats           | Étiquette      | Voix         | %            | Voix        | %           |
| -------------- | ------------------- | -------------- | ------------ | ------------ | ----------- | ----------- |
|                | Pierre Lefort*      | PS             | 1 262        | 45,94        | 1 846       | 69,01       |
|                | Bernard Tayane      | FN             | 622          | 22,64        | 829         | 30,99       |
|                | Franck Larouquie    | FG (NPA)       | 322          | 11,72        |             |             |
|                | Matthieu Broussolle | UMP            | 316          | 11,50        |             |             |
|                | Thierry Renou       | EÉLV           | 225          | 8,19         |             |             |
|                |                     |                |              |              |             |             |
| Inscrits       | Inscrits            | Inscrits       | 6 781        | 100,00       | 6 781       | 100,00      |
| Abstentions    | Abstentions         | Abstentions    | 3 929        | 57,94        | 3 851       | 56,79       |
| Votants        | Votants             | Votants        | 2 852        | 42,06        | 2 930       | 43,21       |
| Blancs et nuls | Blancs et nuls      | Blancs et nuls | 105          | 3,68         | 255         | 8,70        |
| Exprimés       | Exprimés            | Exprimés       | 2 747        | 96,32        | 2 675       | 91,30       |

*sortant

### Canton de Magnac-Laval
| Candidats      | Candidats          | Étiquette      | Premier tour | Premier tour | Second tour | Second tour |
| Candidats      | Candidats          | Étiquette      | Voix         | %            | Voix        | %           |
| -------------- | ------------------ | -------------- | ------------ | ------------ | ----------- | ----------- |
|                | Josiane Demousseau | DVD            | 516          | 29,42        | 864         | 50,35       |
|                | Jean-Bernard Jarry | DVG            | 503          | 28,68        | 852         | 49,65       |
|                | Odile Berger*      | DVG            | 425          | 24,23        |             |             |
|                | Pascal Combecau    | DVD            | 185          | 10,55        |             |             |
|                | Nicole Serre       | FN             | 125          | 7,13         |             |             |
|                |                    |                |              |              |             |             |
| Inscrits       | Inscrits           | Inscrits       | 2 745        | 100,00       | 2 745       | 100,00      |
| Abstentions    | Abstentions        | Abstentions    | 950          | 34,61        | 923         | 33,62       |
| Votants        | Votants            | Votants        | 1 795        | 65,39        | 1 822       | 66,38       |
| Blancs et nuls | Blancs et nuls     | Blancs et nuls | 41           | 2,28         | 106         | 5,82        |
| Exprimés       | Exprimés           | Exprimés       | 1 754        | 97,72        | 1 716       | 94,18       |

*sortant

### Canton de Nexon
| Candidats      | Candidats           | Étiquette      | Premier tour | Premier tour | Second tour | Second tour |
| Candidats      | Candidats           | Étiquette      | Voix         | %            | Voix        | %           |
| -------------- | ------------------- | -------------- | ------------ | ------------ | ----------- | ----------- |
|                | Daniel Faucher*     | PS             | 1 090        | 32,86        | 1 504       | 54,81       |
|                | Georges Dargentolle | DVG            | 583          | 17,58        | 1 240       | 45,19       |
|                | Gilles Trebier      | SE             | 579          | 17,46        |             |             |
|                | Pierrette Michelet  | FN             | 346          | 10,43        |             |             |
|                | William Colas       | FG (PG)        | 268          | 8,08         |             |             |
|                | Adrien Amizet       | EÉLV           | 232          | 6,99         |             |             |
|                | Thierry Greil       | UMP            | 219          | 6,60         |             |             |
|                |                     |                |              |              |             |             |
| Inscrits       | Inscrits            | Inscrits       | 5 948        | 100,00       | 5 947       | 100,00      |
| Abstentions    | Abstentions         | Abstentions    | 2 506        | 42,13        | 2 782       | 46,78       |
| Votants        | Votants             | Votants        | 3 442        | 57,87        | 3 165       | 53,22       |
| Blancs et nuls | Blancs et nuls      | Blancs et nuls | 125          | 3,63         | 421         | 13,30       |
| Exprimés       | Exprimés            | Exprimés       | 3 317        | 96,37        | 2 744       | 86,70       |

*sortant

### Canton de Saint-Germain-les-Belles
| Candidats      | Candidats             | Étiquette      | Premier tour | Premier tour | Second tour | Second tour |
| Candidats      | Candidats             | Étiquette      | Voix         | %            | Voix        | %           |
| -------------- | --------------------- | -------------- | ------------ | ------------ | ----------- | ----------- |
|                | Marc Ditlecadet*      | DVG            | 1 493        | 46,27        | 1 828       | 60,67       |
|                | Christine De Neuville | DVD            | 975          | 30,21        | 1 185       | 39,33       |
|                | Bénédicte Daccord     | FN             | 311          | 9,64         |             |             |
|                | Patrick Braeckman     | EÉLV           | 226          | 7,00         |             |             |
|                | Michel Rivière        | FG (PCF)       | 222          | 6,88         |             |             |
|                |                       |                |              |              |             |             |
| Inscrits       | Inscrits              | Inscrits       | 5 178        | 100,00       | 5 178       | 100,00      |
| Abstentions    | Abstentions           | Abstentions    | 1 858        | 35,88        | 1 966       | 37,97       |
| Votants        | Votants               | Votants        | 3 320        | 64,12        | 3 212       | 62,03       |
| Blancs et nuls | Blancs et nuls        | Blancs et nuls | 93           | 2,80         | 199         | 6,20        |
| Exprimés       | Exprimés              | Exprimés       | 3 227        | 97,20        | 3 013       | 93,80       |

*sortant

### Canton de Saint-Junien-Est
| Candidats      | Candidats               | Étiquette      | Premier tour | Premier tour | Second tour | Second tour |
| Candidats      | Candidats               | Étiquette      | Voix         | %            | Voix        | %           |
| -------------- | ----------------------- | -------------- | ------------ | ------------ | ----------- | ----------- |
|                | Marc Riffaud            | FG (PCF)       | 1 675        | 40,30        | 2 146       | 54,58       |
|                | Jean Duchambon*         | PS             | 1 474        | 35,47        | 1 786       | 45,42       |
|                | Brigitte Dufour-Coiraud | UMP            | 648          | 15,59        |             |             |
|                | Benoit Brulin           | EÉLV           | 359          | 8,64         |             |             |
|                |                         |                |              |              |             |             |
| Inscrits       | Inscrits                | Inscrits       | 8 769        | 100,00       | 8 769       | 100,00      |
| Abstentions    | Abstentions             | Abstentions    | 4 404        | 50,22        | 4 381       | 49,96       |
| Votants        | Votants                 | Votants        | 4 365        | 49,78        | 4 388       | 50,04       |
| Blancs et nuls | Blancs et nuls          | Blancs et nuls | 209          | 4,79         | 456         | 10,39       |
| Exprimés       | Exprimés                | Exprimés       | 4 156        | 95,21        | 3 932       | 89,61       |

*sortant

### Canton de Saint-Laurent-sur-Gorre
| Candidats      | Candidats         | Étiquette      | Premier tour | Premier tour | Second tour | Second tour |
| Candidats      | Candidats         | Étiquette      | Voix         | %            | Voix        | %           |
| -------------- | ----------------- | -------------- | ------------ | ------------ | ----------- | ----------- |
|                | Yves Raymondaud   | PS             | 879          | 42,22        | 1 242       | 100,00      |
|                | Roger Gayot       | FG (PCF)       | 328          | 15,75        |             |             |
|                | Jean Riffaud      | DVD            | 293          | 14,07        |             |             |
|                | Vincent Gerard    | FN             | 263          | 12,63        |             |             |
|                | Philippe Pelerin  | AUT            | 178          | 8,55         |             |             |
|                | Dominique Normand | EÉLV           | 141          | 6,77         |             |             |
|                |                   |                |              |              |             |             |
| Inscrits       | Inscrits          | Inscrits       | 3 723        | 100,00       | 3 723       | 100,00      |
| Abstentions    | Abstentions       | Abstentions    | 1 527        | 41,02        | 2 132       | 57,27       |
| Votants        | Votants           | Votants        | 2 196        | 58,98        | 1 591       | 42,73       |
| Blancs et nuls | Blancs et nuls    | Blancs et nuls | 114          | 5,19         | 349         | 21,94       |
| Exprimés       | Exprimés          | Exprimés       | 2 082        | 94,81        | 1 242       | 78,06       |

### Canton de Saint-Léonard-de-Noblat
| Candidats      | Candidats            | Étiquette      | Premier tour | Premier tour | Second tour | Second tour |
| Candidats      | Candidats            | Étiquette      | Voix         | %            | Voix        | %           |
| -------------- | -------------------- | -------------- | ------------ | ------------ | ----------- | ----------- |
|                | Jean-Claude Leblois* | PS             | 1 931        | 48,44        | 2 274       | 100,00      |
|                | Dominique Rosier     | FG (PCF)       | 1 003        | 25,16        |             |             |
|                | Jean-Louis Blond     | DVD            | 719          | 18,04        |             |             |
|                | Pierre Wadier        | EÉLV           | 333          | 8,35         |             |             |
|                |                      |                |              |              |             |             |
| Inscrits       | Inscrits             | Inscrits       | 7 808        | 100,00       | 7 798       | 100,00      |
| Abstentions    | Abstentions          | Abstentions    | 3 586        | 45,93        | 4 773       | 61,21       |
| Votants        | Votants              | Votants        | 4 222        | 54,07        | 3 025       | 38,79       |
| Blancs et nuls | Blancs et nuls       | Blancs et nuls | 236          | 5,59         | 751         | 24,83       |
| Exprimés       | Exprimés             | Exprimés       | 3 986        | 94,41        | 2 274       | 75,17       |

*sortant

### Canton de Saint-Sulpice-les-Feuilles
| Candidats      | Candidats           | Étiquette      | Premier tour | Premier tour |
| Candidats      | Candidats           | Étiquette      | Voix         | %            |
| -------------- | ------------------- | -------------- | ------------ | ------------ |
|                | Jean-Pierre Drieux* | ADS            | 1 250        | 77,69        |
|                | Marie-Louise Couade | FN             | 359          | 22,31        |
|                |                     |                |              |              |
| Inscrits       | Inscrits            | Inscrits       | 3 420        | 100,00       |
| Abstentions    | Abstentions         | Abstentions    | 1 678        | 49,06        |
| Votants        | Votants             | Votants        | 1 742        | 50,94        |
| Blancs et nuls | Blancs et nuls      | Blancs et nuls | 133          | 7,63         |
| Exprimés       | Exprimés            | Exprimés       | 1 609        | 92,37        |

*sortant